# Завод (Вадский район)
Завод — опустевшая деревня в Вадском муниципальном округе Нижегородской области.

## География
Деревня находится на юге центральной части Нижегородской области на расстоянии примерно 14 км на юг-юго-запад от села Вад, административного центра района.

## История
До 2020 года входила в состав Дубенского сельсовета. Ныне имеет характер урочища.

## Население
Постоянное население не было учтено как в 2002 году, так и в 2010.